# João da Silva (scultore)
João da Silva (Lisbona, 1º dicembre 1880 – Lisbona, 6 marzo 1960) è stato uno scultore, medaglista e gioielliere portoghese, conosciuto principalmente per essere stato un medaglista innovativo e di altissimo livello tecnico ed artistico.
João da Silva ha lasciato anche un'eredità pedagogica, derivante dalla sua attività di insegnante e di teorico dell'educazione tecnica e delle arti in generale, con diversi articoli pubblicati. Nel campo dell'oreficeria si inserì nell'estetica dell'Art Nouveau, per poi adottare in seguito un'espressione più vicina all'Art Déco. Nella scultura, João da Silva si distingue per le sue piccole sculture di animali.